# István Tóth (zapaśnik)
István Tóth (ur. 3 października 1951 w Szolnoku) – węgierski zapaśnik walczący w stylu klasycznym. Srebrny medalista olimpijski z Moskwy 1980 w kategorii 62 kg.
Mistrz świata w 1979 i 1981. Zdobył trzy medale na mistrzostwach Europy w latach 1978 – 1982. Piąty i siódmy w Pucharze świata w 1982 roku.
- Turniej w Moskwie 1980

Pokonał Afgańczyka Ghulama Sanaya, Panajota Kirowa z Bułgarii, Radwana Karouta z Syrii, Borisa Kramarienko z ZSRR i Ivana Frgicia z Jugosławii. W rundzie finałowej przegrał z Grekiem Steliosem Mijakisem.